# エソメプラゾール
エソメプラゾール（Esomeprazole）は、プロトンポンプ阻害剤のひとつであり胃酸抑制薬である。胃食道逆流症、消化性潰瘍疾患、ゾリンジャー・エリソン症候群の治療に使用される。
アストラゼネカにより1993年に開発・特許取得され、2000年に医療承認を受けた。ジェネリック医薬品が入手可能であり、多くの国で市販されている。2019年には、米国で127番目に一般的に処方された薬となり、500万を超える処方があった。米国および英国ではOTC薬として入手可能。
日本では4番目に開発・上市されたプロトンポンプ阻害剤である。日本国外では Zoleri、Nexium、Lucen、Esopral などの商品名でアストラゼネカから製造販売されている。日本では2011年よりネキシウムの商品名で製造・開発がアストラゼネカ、流通・販売が第一三共で発売された。

## 薬理
エソメプラゾールは、オメプラゾールを光学分割したS-エナンチオマーである。S 体はR 体に比べ、肝臓での初回通過効果を受けにくく、未変化体のAUCはオメプラゾールに比べおよそ1.7倍で推移するため、より強い酸分泌抑制効果を示す。S 体とR 体の酸分泌抑制作用には差はない。
アストラゼネカは、単一のエナンチオマーであるエソメプラゾールはラセミ混合物であるオメプラゾールよりも薬効が改善していると主張している。しかしながら、活性が向上しているかについては議論があり、一部ではオメプラゾールからエソメプラゾールに切り替える利点はないと主張されている。
プロトンポンプ阻害剤であるエソメプラゾールは、胃壁細胞のATPアーゼを阻害することによって胃酸分泌を抑制する。

## 適応症
- 胃潰瘍、十二指腸潰瘍、吻合部潰瘍
- 逆流性食道炎
- Zollinger-Ellison症候群
- 非ステロイド性抗炎症薬投与時における胃潰瘍または十二指腸潰瘍の再発抑制
- 下記におけるヘリコバクター・ピロリの除菌の補助（他剤との組み合わせで用いる）
  - 胃潰瘍、十二指腸潰瘍、胃MALTリンパ腫、特発性血小板減少性紫斑病、早期胃癌に対する内視鏡的治療後胃

## 禁忌
アタザナビルまたは リルピビリンを服用中の患者はそれらの薬剤の吸収が低くなり、血中濃度が下がるので禁忌である。

## 副作用
重大な副作用とされているものは、
- ショック、アナフィラキシー、
- 汎血球減少症、無顆粒球症、血小板減少（1%未満）、
- 劇症肝炎、肝機能障害、黄疸、肝不全、
- 中毒性表皮壊死融解症（Toxic Epidermal Necrolysis：TEN）、皮膚粘膜眼症候群（Stevens-Johnson症候群）、
- 間質性肺炎、間質性腎炎、
- 横紋筋融解症、低ナトリウム血症、錯乱状態

である。（発現率未記載の副作用は頻度不明） オメプラゾールに記載されている溶血性貧血、急性腎不全、視力障害が削除されている。
その他1%以上に、発疹、下痢・軟便（19.9%）、味覚異常（7.8%）、口内炎、腹痛、食道炎、腹部膨満感、肝酵素上昇 が生じる。